# Никулин, Александр Сергеевич
Александр Сергеевич Никулин (род. 25 августа 1985, Пермь) — российский хоккеист, нападающий.

## Биография
Воспитанник пермского хоккея. Начал карьеру в 2004 году в составе ЦСКА, выступая до этого за его фарм-клуб, а также молодёжный состав пермского «Молота-Прикамье». В том же году на драфте НХЛ был выбран в 4 раунде под общим 122 номером клубом «Оттава Сенаторз». В составе ЦСКА выступал до 2007 года, проведя за это время 119 матчей, и набрав 51 (23+28) очко.

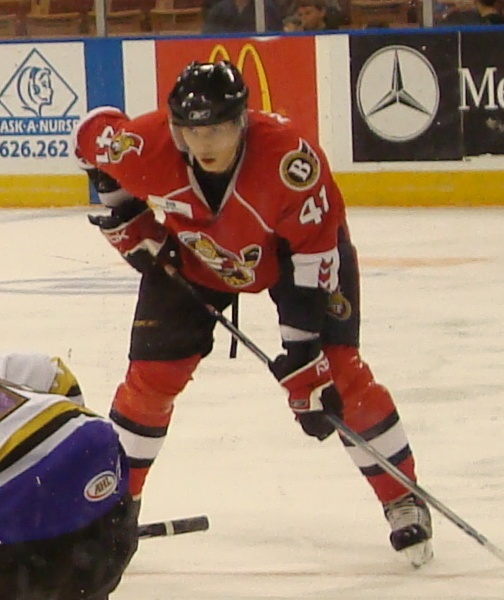
В форме «Бингхэмтон Сенаторз»

Перед началом сезона 2007/08 Никулин отправился в тренировочный лагерь «Оттавы», с которой некоторое время спустя он подписал контракт новичка. Тем не менее, новый сезон Александр начал в фарм-клубе «Оттавы» «Бингхэмтон Сенаторз», в составе которого в 71 матче он набрал 50 (14+36) очков. 22 ноября тренерский штаб «Оттавы» по причине травмы Рэнди Робитайла принял решение вызвать Никулина в основной состав, и в тот же день в матче против «Питтсбург Пингвинз», который завершился поражением «Сенаторз» со счётом 5:6, он дебютировал в Национальной хоккейной лиге. Тем не менее, проведя ещё один матч в НХЛ, 28 ноября он был командирован обратно в АХЛ.
Следующий сезон начал в составе «Бингхэмтона», однако некоторое время спустя он поставил ультиматум руководству «Оттавы», заявив, что вернётся в Россию, если клуб его не обменяет. Поэтому 4 ноября 2008 года Никулин был обменян в «Финикс Койотис», в составе которого он, однако, провёл лишь одну игру, практически весь сезон проведя в «Сан-Антонио Рэмпэйдж» в АХЛ.
Перед началом сезона 2009/10 Никулин принял решение вернуться в ЦСКА, 13 октября в домашнем матче против ХК МВД забросил свою первую шайбу в КХЛ. Несмотря на то, что Никулин был признан болельщиками московского клуба одним из лучших игроков года, в самом начале следующего сезона он был обменян в хабаровский «Амур» на право выбора во 2 раунде драфта-2011. За оставшуюся часть сезона провёл 45 матчей, в которых набрал 22 (5+17) очка, после чего продлил свой контракт с хабаровским клубом ещё на два года. 14 октября 2012 года новосибирская «Сибирь» подписала Никулина в результате обмена на Андрея Степановна и Михаила Фисенко. В составе новосибирской команды, Александр принял участие в 43 матчах, включая плей-офф, и набрал 17 очков (5+12).
6 мая 2013 года Никулин подписал контракт с московским «Спартаком».

### Международная
В составе молодёжной сборной России Александр Никулин принимал участие в чемпионате мира 2005 года, на котором он вместе с командой стал серебряным призёром, в 6 матчах набрав 2 (1+1) очка. На взрослом уровне Александр призывался под знамёна сборной для участия в матчах Еврохоккейтура в сезонах 2005/06 и 2006/07. На этих турнирах Никулин провёл 10 матчей и набрал 2 (0+2) очка.

## Статистика
| Легенда | Легенда                    | Легенда | Легенда                   | Легенда | Легенда    |
| ------- | -------------------------- | ------- | ------------------------- | ------- | ---------- |
| И       | Количество проведённых игр | Штр     | Штрафное время            | +/−     | Плюс-минус |
| Г       | Голы                       | П       | Голевые передачи          | О       | Очки       |
| -       | Статистика неизвестна      | —       | Статистика не учитывалась |         |            |